# Оппозиционный блок «Не так!»
«Оппозиционный блок „Не так!“» (укр. «Опозиційний блок “Не так!”») — избирательный блок политических партий на Украине, участвовавший в одновременно прошедших 26 марта 2006 года парламентских и местных выборах. Был создан 18 декабря 2005 года.

## Предыстория
Коалиция, образованная в украинском парламенте в начале 2004 года с участием Социал-демократической партии Украины (объединённой) и Партии регионов, уже тогда ориентировалась и на общее участие в выборах народных депутатов Верховной рады в 2006 году. Весной 2005 года, как свидетельствовал Н. Шуфрич, несмотря на то, что большинство областных организаций СДПУ(о) выступало за самостоятельное участие партии в выборах, было принято решение идти в составе блока, в котором основным своим союзником СДПУ(о) видела Партию регионов Украины. Однако переговоры с ПР по блокированию окончились безрезультатно из-за отсутствия реального желания у ПР блокироваться с СДПУ(о): по-видимому руководство ПР реально представляло себе то, что союз с СДПУ(о) для ПР скорее оттолкнёт часть их электората. Нестор Шуфрич свидетельствовал в 2007 году: «мы в СДПУ(о) действительно надеялись, что между нами и Партий регионов будет оппозиционный блок. Но ПР сказала, что она идёт самостоятельно, и блока, куда могли взять СДПУ(о), просто не было создано».

## Программа блока
Блок выступал против вступления Украины в НАТО («членство в НАТО вынудит Украину принимать участие в военных операциях против стран, которые не являются врагами украинского народа… при вступлении в НАТО Украина потеряет значительную часть суверенитета в военно-политической и экономической сферах… вступление в НАТО приведёт к существенному ухудшению отношений с Россией… украинское общество в целом негативно относится к вступлению страны в Альянс»), поддерживал вхождение Украины в Единое экономическое пространство.
Блок сформировали: Социал-демократическая партия Украины (объединённая) (65 % общего списка), Республиканская партия Украины (20 % общего списка), Всеукраинское объединение "Женщины за будущее" (12 % общего списка), партия "Всеукраинское объединение «Центр» (3 % общего списка).

## Выборы-2006

### Парламентские
В декабре 2005 года лидер СДПУ(о) Виктор Медведчук заявил, что блок не войдёт в коалицию с «оранжевыми». Там же В. Медведчук уточнил, «что к „оранжевым“ силам он относит не только „Нашу Украину“, „Блок Юлии Тимошенко“, блок „Пора-ПРП“, блок Костенко и Плюща, но и Социалистическую партию Украины». Блок должен был искать партнёрство с Партией регионов Украины. По прогнозу тогда же выступившего Леонида Кравчука, на выборах в парламент блок должен набрать 7—10 % голосов избирателей.
23 декабря 2005 года руководитель избирательной кампании Партии регионов Евгений Кушнарёв заявил, что блок «Не так!» является стратегическим партнером Партии регионов Украины. В январе 2006 года лидер СДПУ(о) Виктор Медведчук заявил, что их блок на выборах обязательно победит и будет в парламенте, подчеркнув, что на тот момент только членами общего блока являлось более одного миллиона украинцев.
Первую десятку списка представили: Л. М. Кравчук (СД), В. И. Довженко («Женщины за будущее»), В. В. Медведчук (СД), Н. И. Шуфрич (СД), Ю. А. Бойко (РПУ), Г. М. Суркис (СД), С. Б. Гавриш («Центр»), М. Н. Папиев (СД), И. М. Ризак (СД), О. В. Блохин (СД).
По результатам голосования блок, не преодолев существовавший 3-х % барьер, в парламент Украины не прошёл и занял 11 место (из 45 участников) получив 257 106 (1,01 %) голосов. Наибольший процент голосов блок получил в Одесской (1,69 %), Запорожской (1,61 %) и Николаевской (1,5 %) областях и в г. Севастополь (1,61 %), по остальным регионам набирав не более 1,5 % голосов.
Результаты выборов показали политическую несостоятельность СДПУ(о) — так, например, в АР Крым, где партия располагала 28 тыс. членов партии, за блок «Не так!» было подано всего 15 005 голосов. Получили 257 106 голосов — при заявленных В. В. Медведчуком более одного миллиона членов общего блока (СДПУ(о) на 1 января 2005 года располагала 405 тыс. членов партии).

### Местные
По результатам выборов в ВР Крыма и облсоветы блок получил 4 мандата (3,09 % голосов) в Верховном совете АР Крым (Нестор Шуфрич (СД), Ефим Фикс (СД), Александр Гресс (РПУ), Лариса Копаенко («Женщины за будущее»)), 7 мандатов (3,82 % голосов) в Запорожском облсовете.
На выборах городского головы Киева блок поддерживал кандидатуру Александра Омельченко.